# Ana Layevska
Anna Laevski Rastsvetaeva (Ukránul: Анна Лаєвська Расцвєтаєва) (Szovjetunió, Kijev, 1982. január 10. –) ismertebb nevén Ana Layevska, ukrán–mexikói színésznő.

## Fiatalkora
Ana, Sergei Laevski és Inna Rastsvetaeva ukrán szülők, egyetlen gyermeke. Ana és a szülei Mexikóba költöztek, amikor még csak 9 éves volt. Hegedülni kezdett 5 éves korában, és színészkedni kezdett akkor, amikor Mexikóba költöztek.

## Karrierje
Ana Mexikóban színészetet tanult a Televisa Centro de Educación Artística iskolájában. Ügyességének köszönhetően elérte, hogy kapott egy kisebb szerepet a Preciosa és az Amor gitano sorozatokban, ahol együtt játszhatott Mauricio Islassal és Mariana Seoaneval. Bár ezek kis szerepek voltak, de arra jó volt, hogy tapasztalatokat szerezzen.
Végül Pedro Damián producer felhívta, hogy vegyen részt a Primer amor... a mil por hora (Első szerelem) telenovellában, Kuno Becker, Mauricio Islas, Valentino Lanus és Anahí színészek oldalán. Megnyerte a TVyNovelas-díjat a legjobb női felfedezett valamint a Palmas de Oro díjat azonos kategóriában.
2001-ben szerepet kapott első mozifilmjében In the Time of the Butterfliesban ahol lehetősége volt együtt játszani Salma Hayekkel és Edward James Olmossal. 2005-ben részt vett a Bailando por un sueño televíziós valóságshow-ban, ahol hírességek párokban küzdenek tánc-alapú versenyen. Annak ellenére, hogy népszerűtlen volt a bírák között, a közönség háromszor mentette meg a kieséstől a telefonhívásaikkal, végül a harmadik helyezett lett az összesítésben.
Mostanában leginkább a Telemundo stúdiónál jelent meg az El fantasma de Elena című modern krimis telenovellában kapott szerepet mint Elena Calcaño. Szeretne megnyerő lenni, élete második gonosz szerepében a Telemundo, Mi corazón insiste sorozatában Jencarlos Canela, Carmen Villalobos, és Angelica Maria oldalán. 2012-ben szerepet vállalt a Telemundo Relaciones peligrosas sorozatában mint Patty, főszereplőként Sandra Echeverría, Maritza Bustamante, és Gabriel Coronel mellett.
A színészeten kívül még, Layevska énekel és két hangszeren játszik: hegedűn és zongorán. Amikor fiatalabb volt diplomát szerzett klasszikus zenéből.
Folyékonyan beszél oroszul, ukránul, spanyolul és angolul.

## Televíziós szerepek
| Év        | Cím                                              | Szerepnév                                                               |
| --------- | ------------------------------------------------ | ----------------------------------------------------------------------- |
| 1997      | Alguna vez tendremos alas                        | Hegedűművész                                                            |
| 1998      | Preciosa                                         | Hercegnő                                                                |
| 1999      | Cuento de Navidad                                | Ismeretlen szerep                                                       |
| 1999      | Amor gitano                                      | María                                                                   |
| 2000      | Első szerelem (Primer amor... a mil por hora)    | Marina Iturriaga Camargo (Magyar hang: Solecki Janka)                   |
| 2001      | Primer amor, tres anos después                   | Marina Iturriaga Camargo                                                |
| 2001      | In the Time of the Butterflies                   | Lina Lovaton                                                            |
| 2001–2002 | El juego de la vida                              | Paulina de la Mora                                                      |
| 2002–2003 | Mujer, casos de la vida real                     | Adela                                                                   |
| 2003      | Clap...El lugar de tus sueños                    | Valentina                                                               |
| 2005      | A mostoha (La madrastra)                         | Estrella San Román Fernández (Magyar hang: Csifó Dorina)                |
| 2006      | Vecinos                                          | Sara                                                                    |
| 2006      | Decisiones                                       | Ana María Matute                                                        |
| 2006      | Las dos caras de Ana                             | Ana Escudero Vivanco / Marcia Lazcano                                   |
| 2008      | Kedves ellenség (Querida enemiga)                | Lorena Armendaríz (Magyar hang: Vadász Bea)                             |
| 2009      | Mujeres asesinas                                 | Marcela Rodríguez                                                       |
| 2009      | Verano de amor                                   | Valeria Michel                                                          |
| 2009      | Tiempo final                                     | Pilar                                                                   |
| 2009      | El que habita las alturas                        | Teresa                                                                  |
| 2010      | El fantasma de Elena                             | Elena Calcaño / Daniela Calcaño                                         |
| 2011      | Szalamandra (Mi corazón insiste… en Lola Volcán) | Déborah Noriega de Santacruz (La Deboradora)(Magyar hang: Csifó Dorina) |
| 2011      | Minden lében négy kanál                          | Irina                                                                   |
| 2012      | Relaciones peligrosas                            | Patricia «Patty» Milano                                                 |
| 2013      | Dama y obrero                                    | Ignacia Santamaría                                                      |
| 2014      | Isa                                              | Dedal                                                                   |
| 2016      | Sin rastro de ti                                 | Camila                                                                  |
| 2016–2017 | Blue Demon                                       | Silvia                                                                  |
| 2017      | Maldita tentación                                | Estefanía Braun                                                         |
| 2017      | Érase una vez                                    | Cinthia                                                                 |
| 2017      | Dopamine                                         | Jessica                                                                 |
| 2018      | Tomorrow is a New Day                            | Margarita Gonzalez                                                      |
| 2019      | Yankee                                           | Laura Wolf                                                              |
| 2021      | The War Next-door                                | Silvia Espinoza                                                         |

## Filmszerepek
| Év   | Cím                              | Szerepnév         |
| ---- | -------------------------------- | ----------------- |
| 2001 | In the Time of the Butterflies   | Lina Lovaton      |
| 2002 | Primer amor... tres años después | Marina Iturriaga  |
| 2004 | Genisis 3:19                     | Lisa              |
| 2006 | Cansada de besar sapos           | Andi              |
| 2008 | Casi divas                       | Ximena            |
| 2009 | El que habita las alturas        | Teresa            |
| 2009 | The Fighter                      | Helen             |
| 2009 | Me importas tu... y tu           | Ismeretlen szerep |
| 2011 | El firulete                      | Ana               |
| 2013 | Arrietty                         | Arrietty          |
| 2014 | Cartinflas                       | Miroslava Stern   |
| 2017 | La leyenda del diamante          | Helena            |

## Epizódszerepek
| Év   | Cím                                             | Szerepnév         |
| ---- | ----------------------------------------------- | ----------------- |
| 2009 | Mujeres asesinas (S02;E01)                      | Marcela Rodríguez |
| 2011 | Minden lében négy kanál (Burn Notice) (S05;E16) | Irina             |

## Valóságshow
| Év   | Cím                   | Szerepnév |
| ---- | --------------------- | --------- |
| 2005 | Bailando por un sueño | Önmaga    |

## Díjak és jelölések
| Év   | Díj                   | Kategória                                | Cím                   | Eredmény |
| ---- | --------------------- | ---------------------------------------- | --------------------- | -------- |
| 2001 | TVyNovelas-díj        | Legjobb női felfedezett                  | Első szerelem         | Elnyerte |
| 2001 | TVyNovelas-díj        | Legjobb csók (Valentino Lanusszal)       | Első szerelem         | Elnyerte |
| 2006 | TVyNovelas-díj        | Legjobb fiatal női főszereplő            | A mostoha             | Jelölve  |
| 2007 | TVyNovelas-díj        | Legjobb női főszereplő                   | Las dos caras de Ana  | Jelölve  |
| 2009 | ACE-díj               | Legjobb női főszereplő                   | Kedves ellenség       | Jelölve  |
| 2012 | Premios Tu Mundo      | Legjobb női gonosz                       | Szalamandra           | Jelölve  |
| 2012 | Premios Tu Mundo      | Legjobb páros (Christian de la Campával) | Relaciones peligrosas | Jelölve  |
| 2012 | Premios Tu Mundo      | Legjobb csók (Christian de la Campával)  | Relaciones peligrosas | Jelölve  |
| 2012 | People en Español-díj | Legjobb női mellékszereplő               | Relaciones peligrosas | Jelölve  |
| 2013 | Miami Life Awards-díj | Legjobb női mellékszereplő               | Relaciones peligrosas | Jelölve  |
| 2013 | People en Español-díj | Legjobb női főszereplő                   | Dama y Obrero         | Jelölve  |
| 2014 | Miami Life Awards-díj | Legjobb női főszereplő                   | Dama y Obrero         | Jelölve  |

## Fordítás
- Ez a szócikk részben vagy egészben  az   Ana Layevska című angol Wikipédia-szócikk fordításán alapul.  Az eredeti cikk szerkesztőit annak laptörténete sorolja fel. Ez a jelzés csupán a megfogalmazás eredetét és a szerzői jogokat jelzi, nem szolgál a cikkben szereplő információk forrásmegjelöléseként.